# Новые Езерены
Новые Езерены (рум. Iezărenii Noi, Езэрений Ной) — село в Сынжерейском районе Молдавии. Наряду с селом Старые Езерены входит в состав коммуны Старые Езерены.

## География
Село расположено на высоте 108 метров над уровнем моря.

## Население
По данным переписи населения 2004 года, в селе Езэрений Ной проживает 67 человек (33 мужчины, 34 женщины).
Этнический состав села:
| Национальность | Число жителей | Процентный состав |
| -------------- | ------------- | ----------------- |
| молдаване      | 49            | 73.13 %           |
| украинцы       | 15            | 22.39 %           |
| поляки         | 2             | 2.99 %            |
| русские        | 1             | 1.49 %            |
| Всего          | 67            | 100 %             |